# Coupe du Japon de football 2015
Navigation
Édition précédente Édition suivante
La Coupe du Japon de football 2015 est la 95e édition de la Coupe du Japon, une compétition à élimination directe mettant aux prises des clubs de football amateurs et professionnels à travers le Japon. Elle est organisée par la Fédération japonaise de football (JFA). Le vainqueur de cette compétition se qualifie pour la Ligue des champions de l'AFC 2016, accompagné des trois meilleures équipes du championnat.

## Résultats

### Premier tour
| #  | Date         | Club                       | Résultat          | Club                               |
| -- | ------------ | -------------------------- | ----------------- | ---------------------------------- |
| 1  | 29 août 2015 | FC Maruyasu Okazaki        | 1 - 4             | Université de Kirikage             |
| 2  | 29 août 2015 | Yamamasa Matsumoto FC      | 3 - 0             | Saulkos Fukui                      |
| 3  | 30 août 2015 | Zuegen Kanazawa            | 6 - 3             | FC Imabari                         |
| 4  | 29 août 2015 | Oita Trinita               | 2 - 0             | Saga LIXIL FC                      |
| 5  | 29 août 2015 | V. Farren Nagasaki         | 7 - 0             | Mitsubishi Heavy Nagasaki SC       |
| 6  | 29 août 2015 | MIO Biwako Shiga           | 3 - 2             | Arterivo Wakayama                  |
| 7  | 30 août 2015 | Toyama Shinjo Club         | 0 - 5             | FC Ryūkyū                          |
| 8  | 29 août 2015 | Mito HollyHock             | 4 - 2             | ReinMeer Aomori                    |
| 9  | 29 août 2015 | Gilavants Kitakyushu       | 2 - 1             | J.FC Miyazaki                      |
| 10 | 29 août 2015 | Nagisaki Astros            | 0 - 3             | Université Juntendō                |
| 11 | 29 août 2015 | Cerezo Osaka               | 1 - 2             | FC Osaka                           |
| 12 | 30 août 2015 | Ehime FC                   | 1 - 0             | Tadatsu FC                         |
| 13 | 29 août 2015 | Université de Yokkaichi    | 1 - 6             | Verspa Oita                        |
| 14 | 29 août 2015 | Hokkaido Consadole Sapporo | 5 - 1             | Université de Sapporo              |
| 15 | 30 août 2015 | Yokohama FC                | 3 - 0             | tonan Maebashi                     |
| 16 | 30 août 2015 | Blaublitz Akita            | 3 - 0             | Fukushima United FC                |
| 17 | 29 août 2015 | Tokushima Vortis           | 7 - 0             | Faziano Okayama Next               |
| 18 | 29 août 2015 | Thespakusatsu Gunma        | 1 - 2             | FC Gifu SECOND                     |
| 19 | 29 août 2015 | Nara Club                  | 0 - 0 (tab 5 - 6) | Fujieda MYFC                       |
| 20 | 29 août 2015 | Montedio Yamagata          | 7 - 1             | Université de Yamagata             |
| 21 | 30 août 2015 | Kamatamare Sanuki          | 1 - 0             | Université de Kōchi                |
| 22 | 30 août 2015 | Université de Hiroshima    | 2 - 0             | Université de Tokushima            |
| 23 | 29 août 2015 | Roasso Kumamoto            | 1 - 0             | Université de Fukuoka              |
| 24 | 29 août 2015 | Guinale Tottori            | 2 - 1             | Fagiano Okayama                    |
| 25 | 30 août 2015 | Gruja Morioka              | 0 - 3             | FC Machida Zelvia                  |
| 26 | 29 août 2015 | Júbilo Iwata               | 1 - 0             | Université de Hokuriku             |
| 27 | 30 août 2015 | Avispa Fukuoka             | 3 - 0             | Tokai Université Kumamoto          |
| 28 | 30 août 2015 | Vanraure Hachinohe         | 0 - 1             | Université de Sendai               |
| 29 | 29 août 2015 | Omiya Ardija               | 4 - 0             | Tochigi Uva FC                     |
| 30 | 29 août 2015 | Tokyo Verdy                | 5 - 1             | Japan Soccer College               |
| 31 | 29 août 2015 | Matsue City FC             | 1 - 0             | Kagoshima United FC                |
| 32 | 30 août 2015 | Kyoto Sanga FC             | 2 - 2 (tab 5 - 3) | Université de Ritsumeikan          |
| 33 | 29 août 2015 | Tochigi SC                 | 0 - 0 (tab 3 - 4) | Université d'Ibaraki               |
| 34 | 30 août 2015 | AC Nagano Parceiro         | 1 - 0             | Renofa Yamaguchi FC                |
| 35 | 29 août 2015 | JEF United Ichihara Chiba  | 3 - 0             | Université internationale de Tokyo |
| 36 | 30 août 2015 | FC Gifu                    | 2 - 1             | Université du Kansai Gakuin        |

### Deuxième tour
| #  | Date             | Club                       | Résultat | Club                    |
| -- | ---------------- | -------------------------- | -------- | ----------------------- |
| 37 | 5 septembre 2015 | Shonan Bellmare            | 4 - 3    | Université de Kirikage  |
| 38 | 5 septembre 2015 | Yamamasa Matsumoto FC      | 2 - 1    | Zuegen Kanazawa         |
| 39 | 5 septembre 2015 | Oita Trinita               | 3 - 0    | V. Farren Nagasaki      |
| 40 | 6 septembre 2015 | Yokohama F. Marinos        | 3 - 1    | MIO Biwako Shiga        |
| 41 | 9 septembre 2015 | Kashima Antlers            | 3 - 1    | FC Ryūkyū               |
| 42 | 5 septembre 2015 | Mito HollyHock             | 2 - 1    | Gilavants Kitakyushu    |
| 43 | 5 septembre 2015 | Ventforet Kōfu             | 3 - 2    | Université Juntendō     |
| 44 | 5 septembre 2015 | FC Osaka                   | 2 - 3    | Ehime FC                |
| 45 | 5 septembre 2015 | Sagan Tosu                 | 4 - 0    | Verspa Oita             |
| 46 | 5 septembre 2015 | Hokkaido Consadole Sapporo | 1 - 0    | Yokohama FC             |
| 47 | 9 septembre 2015 | Albirex Niigata            | 4 - 0    | Blaublitz Akita         |
| 48 | 5 septembre 2015 | Tokushima Vortis           | 1 - 0    | FC Gifu SECOND          |
| 49 | 9 septembre 2015 | Shimizu S-Pulse            | 2 - 4    | Fujieda MYFC            |
| 50 | 5 septembre 2015 | Montedio Yamagata          | 3 - 1    | Kamatamare Sanuki       |
| 51 | 5 septembre 2015 | Sanfrecce Hiroshima        | 8 - 0    | Université de Hiroshima |
| 52 | 9 septembre 2015 | Roasso Kumamoto            | 1 - 0    | Guinale Tottori         |
| 53 | 9 septembre 2015 | Nagoya Grampus             | 0 - 1    | FC Machida Zelvia       |
| 54 | 5 septembre 2015 | Júbilo Iwata               | 0 - 1    | Avispa Fukuoka          |
| 55 | 6 septembre 2015 | Vegalta Sendai             | 3 - 2    | Université de Sendai    |
| 56 | 6 septembre 2015 | Omiya Ardija               | 3 - 1    | Tokyo Verdy             |
| 57 | 5 septembre 2015 | Kawasaki Frontale          | 3 - 0    | Matsue City FC          |
| 58 | 6 septembre 2015 | Kyoto Sanga FC             | 4 - 0    | Université d'Ibaraki    |
| 59 | 9 septembre 2015 | Vissel Kobe                | 5 - 0    | AC Nagano Parceiro      |
| 60 | 6 septembre 2015 | JEF United Ichihara Chiba  | 1 - 0    | FC Gifu                 |

### Troisième tour
| #  | Date            | Club                | Résultat          | Club                       |
| -- | --------------- | ------------------- | ----------------- | -------------------------- |
| 61 | 10 octobre 2015 | Shonan Bellmare     | 2 - 3             | Yamamasa Matsumoto FC      |
| 62 | 14 octobre 2015 | Oita Trinita        | 0 - 1             | Yokohama F. Marinos        |
| 63 | 14 octobre 2015 | Kashima Antlers     | 0 - 0 (tab 2 - 3) | Mito HollyHock             |
| 64 | 14 octobre 2015 | Ventforet Kōfu      | 1 - 0             | Ehime FC                   |
| 65 | 14 octobre 2015 | Sagan Tosu          | 0 - 0 (tab 2 - 1) | Hokkaido Consadole Sapporo |
| 66 | 14 octobre 2015 | Albirex Niigata     | 1 - 2             | Tokushima Vortis           |
| 67 | 14 octobre 2015 | Fujieda MYFC        | 1 - 2             | Montedio Yamagata          |
| 68 | 14 octobre 2015 | Sanfrecce Hiroshima | 1 - 0             | Roasso Kumamoto            |
| 69 | 14 octobre 2015 | FC Machida Zelvia   | 2 - 0             | Avispa Fukuoka             |
| 70 | 14 octobre 2015 | Vegalta Sendai      | 0 - 0 (tab 4 - 3) | Omiya Ardija               |
| 71 | 14 octobre 2015 | Kawasaki Frontale   | 3 - 0             | Kyoto Sanga FC             |
| 72 | 14 octobre 2015 | Vissel Kobe         | 1 - 0             | JEF United Ichihara Chiba  |

### Quatrième tour
| #  | Date             | Club              | Résultat | Club                  |
| -- | ---------------- | ----------------- | -------- | --------------------- |
| 73 | 14 novembre 2015 | Vissel Kobe       | 1 - 0    | Yokohama F. Marinos   |
| 74 | 11 novembre 2015 | FC Machida Zelvia | 1 - 7    | Urawa Red Diamonds    |
| 75 | 14 novembre 2015 | Vegalta Sendai    | 2 - 1    | Yamamasa Matsumoto FC |
| 76 | 15 novembre 2015 | Kashiwa Reysol    | 2 - 1    | Ventforet Kōfu        |
| 77 | 15 novembre 2015 | Kawasaki Frontale | 0 - 2    | Gamba Osaka           |
| 78 | 14 novembre 2015 | Sagan Tosu        | 4 - 3    | Montedio Yamagata     |
| 79 | 11 novembre 2015 | FC Tokyo          | 2 - 0    | Mito HollyHock        |
| 80 | 11 novembre 2015 | Tokushima Vortis  | 1 - 2    | Sanfrecce Hiroshima   |

### Quarts de finale
| #  | Date             | Club           | Résultat          | Club                |
| -- | ---------------- | -------------- | ----------------- | ------------------- |
| 81 | 26 décembre 2015 | Vissel Kobe    | 0 - 3             | Urawa Red Diamonds  |
| 82 | 26 décembre 2015 | Vegalta Sendai | 3 - 3 (tab 3 - 5) | Kashiwa Reysol      |
| 83 | 26 décembre 2015 | Gamba Osaka    | 3 - 1             | Sagan Tosu          |
| 84 | 26 décembre 2015 | FC Tokyo       | 1 - 2             | Sanfrecce Hiroshima |

### Demi-finales
| #  | Date             | Club               | Résultat | Club                |
| -- | ---------------- | ------------------ | -------- | ------------------- |
| 85 | 29 décembre 2015 | Urawa Red Diamonds | 1 - 0    | Kashiwa Reysol      |
| 86 | 29 décembre 2015 | Gamba Osaka        | 3 - 0    | Sanfrecce Hiroshima |

### Finale
| #  | Date             | Club               | Résultat | Club        | Stade           |
| -- | ---------------- | ------------------ | -------- | ----------- | --------------- |
| 87 | 1er janvier 2016 | Urawa Red Diamonds | 1 - 2    | Gamba Osaka | Stade Ajinomoto |